# 1278 Kenya
1278 Kenya este un asteroid din centura principală, descoperit pe 15 iunie 1933, de Cyril Jackson.